# 251P/LINEAR
La cometa LINEAR 42, formalmente 251P/LINEAR, è una cometa periodica appartenente alla famiglia delle comete gioviane. Inizialmente fu ritenuta un asteroide, ma pochi giorni dopo la scoperta ci si accorse che in effetti era una cometa.